# جوامع الجامع
جوامع الجامع كتاب في تفسير القرآن من تأليف فضل بن حسن الطبرسي مؤلف كتاب مجمع البيان.

## المؤلف
الفضل بن الحسن الطَبرِسي الملقب بـأمين الإسلام (469 - 548هـ)، مفسر، محدث، فقيه، متكلم، أديب، لغوي، رياضي، ومن علماء الشيعة في القرن السادس الهجري وأحد، وينسب الطبرسي إلى تفريش وتلفظ الطَبرِسي.
ولد في مدينة مشهد سنة 468 هـ أو 469 هـ، وابنه أبو نصر الحسن بن الفضل بن الحسن الطبرسي صاحب كتاب (مكارم الأخلاق)، وحفيده هو أبوالفضل علي بن الحسن بن الفضل الحسن الطبرسي صاحب كتاب نثر اللئالي وكتاب مشكاة الأنوار وهو كتاب مكمل لكتاب مكارم الأخلاق.
توفي سنة 548 هـ، في مدينة سبزوار، وكان قد قضى آخر خمسة وعشرين سنة من عمره هناك. وبعد وفاته نقل جثمانه إلى مشهد ودفن بالقرب من الحرم الرضوي.
- قال عنه النوري الطبرسي: ««فخر العلماء الأعلام، وأمين الملة والإسلام، المفسر الفقيه الجليل، الكامل النبيل.»»[3]

## سبب التأليف
سبب التأليف:«اقترح علي من حل مني محل السواد من البصر والفؤاد ولدي أبو نصر الحسن - أحسن الله نصره وأرشد أمري وأمره - أن أجرد من الكتابين كتابا ثالثا يكون مجمع بينهما ومحجر عينهما، يأخذ بأطرافها ويتصف بأوصافهما، ويزيد بأبكار طرائف وبواكير لطائف عليهما»

## نبذة
هو تفسير متوسط الحجم فإنه أصغر من الكبير المسمى ب‍ مجمع البيان " وأكبر من الصغير المسمى ب‍ " الكافي الشافي"
وأضاف إليه كل ذي فائدة وجدها في كتاب الكشاف للزمخشري بعد اطلاعه عليه، فخرج كتابا جامعا بين فوائد هذه الكتب على وجه الاختصار

## مزايا الكتاب
- أنه تفسير وجيز، جمع فيه الشمولية من غير إطناب ممل والاختصار من غير اقتصار مخل.
- أنه وسيط، خفيف الحجم كثير الغنم، لا يصعب حمله ويسهل حفظه.
- أنه جمع إلى التفسير اللغة والإعراب والنحو وبيان النظم وسبب النزول والقراءة.
- أنه جمع فيه آراء الصحابة والتابعين بالإضافة إلى مرويات أهل البيت.
- أنه بين فيه مواضع الخلاف مع ما ذهب إليه أهل السنة من جهة، ومع ما ذهب إليه الزمخشري من حيث اعتزاله من جهة أخرى.[7]

## منهجه في الكتاب
- سرى على منهج الكشاف في تسلسله الموضوعي
- يذكر في بداية المقال الآيات التي تتعلق بالموضوع المدرج، ثم يؤتى بها مجزأة ويتخللها الشرح لمعاني المفردات أو لمعنى الآية مجملة، ثم يذكر الأوجه الأدبية لتلك المعاني من الصرف والإعراب واللغة والاشتقاق والبلاغة والبيان... وأحيانا الفقه والكلام، ثم ينقل الأقوال من دون تقسيم أو تنظيم، وهكذا حتى يأتي على آخر الآيات.[8]

## نسخ الكتاب
- نسخة خزانة المكتبة الوطنية «ملي» بطهران تحت رقم 62482.
- نسخة خزانة مكتبة كلية الإلهيات والعلوم الدينية تحت رقم 56.
- نسخة خزانة مكتبة كلية الإلهيات والعلوم الدينية تحت رقم 81.
- نسخة المطبوعة على الحجر والتي قام بتحريرها محمد حسين الگلپايگاني بطلب من محمد حسين الكاشاني، وقد أشرف على تصحيحها جمع من علماء قم، وذلك في طهران سنة 1321 ه‍. والنسخة من القطع الرحلي.
- نسخة كتبت بخط طاهر خوشنويس، وبنفقة آقا بالاكلاهي.[9][10]

## وصلات خارجية
البحث في الكتاب